# Historisches Museum Straßburg

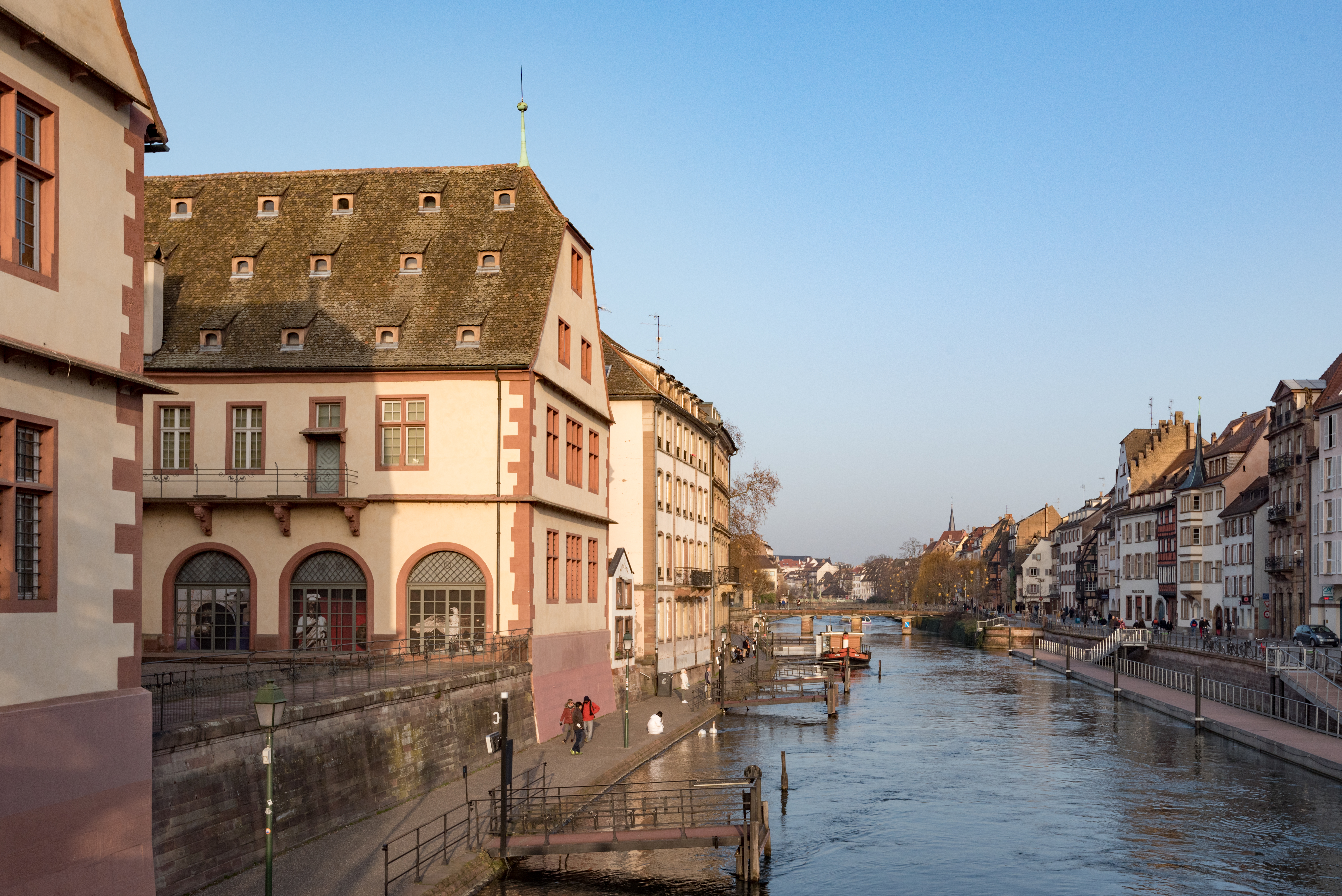
Historisches Museum Straßburg (2020)

Das Historische Museum (französisch Musée Historique) in Straßburg widmet sich der örtlichen Stadt- und Regionalgeschichte.

## Geschichte
Das am Ufer der Ill in der Altstadt gelegene Museum ist seit 1927 in der Alten Metzig, den ehemaligen Schlachthöfen aus dem 16. Jahrhundert, untergebracht. Im Jahre 2007 wurden das Erdgeschoss sowie das erste Obergeschoss umgebaut. Dort sind die Exponate ausgestellt, die die Zeitspanne vom Mittelalter bis zum 19. Jahrhundert umfassen. Im November 2013 kamen weitere Räume hinzu, in denen die Neuzeit und das  Industriezeitalter zwischen 1800 und 1949 behandelt werden.

## Exponate
In dem Museum befinden sich zahlreiche Exponate und Bestände, die größtenteils aus den Schenkungen von den Bürgern aus Straßburg, aber auch aus dem übrigen Elsass stammen. Beispielsweise befindet sich hier eine militärische Sammlung von etwa 160 Uniformen sowie Urkunden.
Auch aus den europäischen Instituten aus Straßburg (u. a. Europarat oder Europäisches Gerichtshof für Menschenrechte) wurden Bestände dem Museum beigesteuert. Ein Beispiel davon ist das Richterrobe von Jean-Paul Costa, dem ehemaligen Präsident des Europäischen Gerichtshofs für Menschenrechte.

Impressionen aus dem Bestand
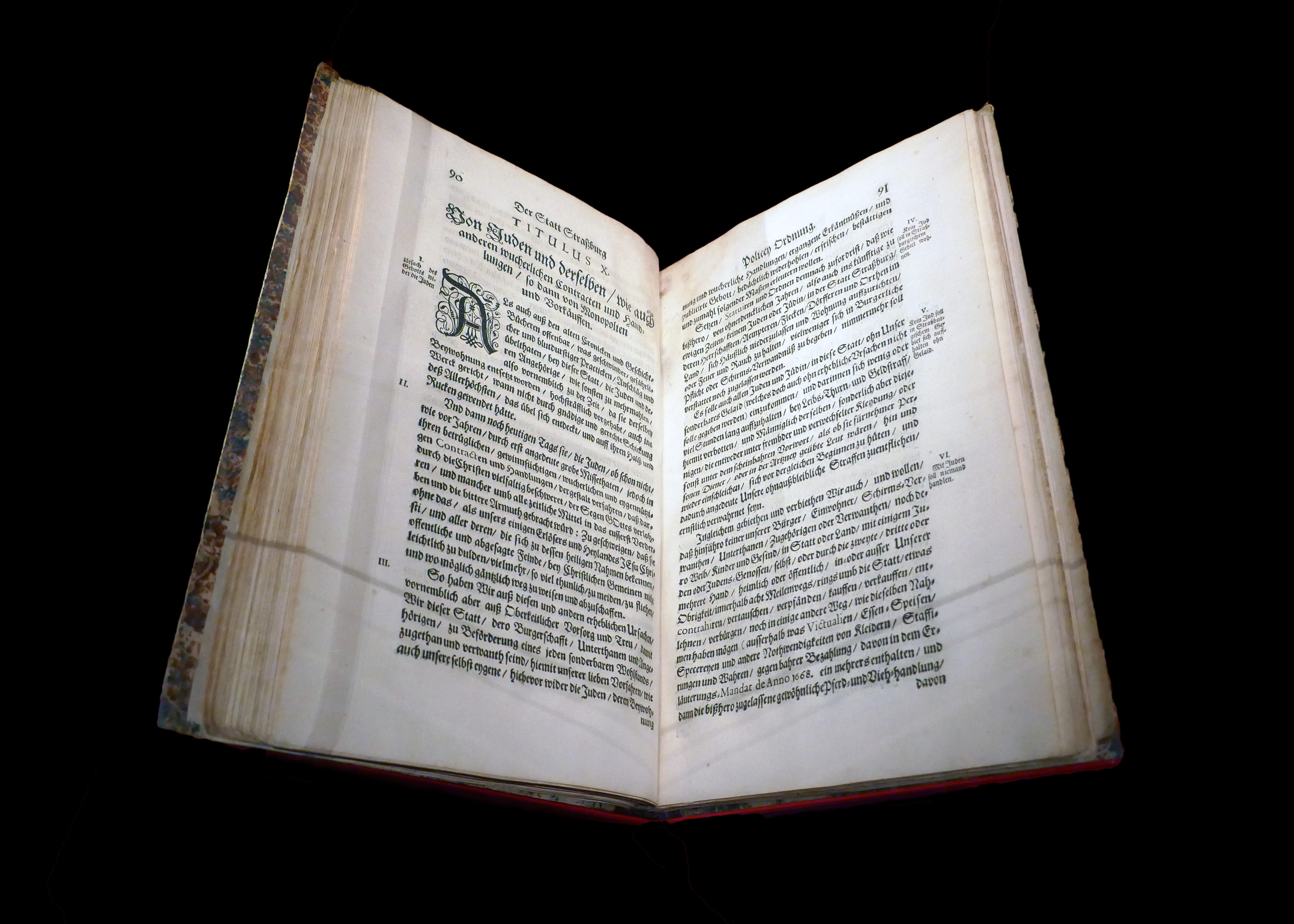
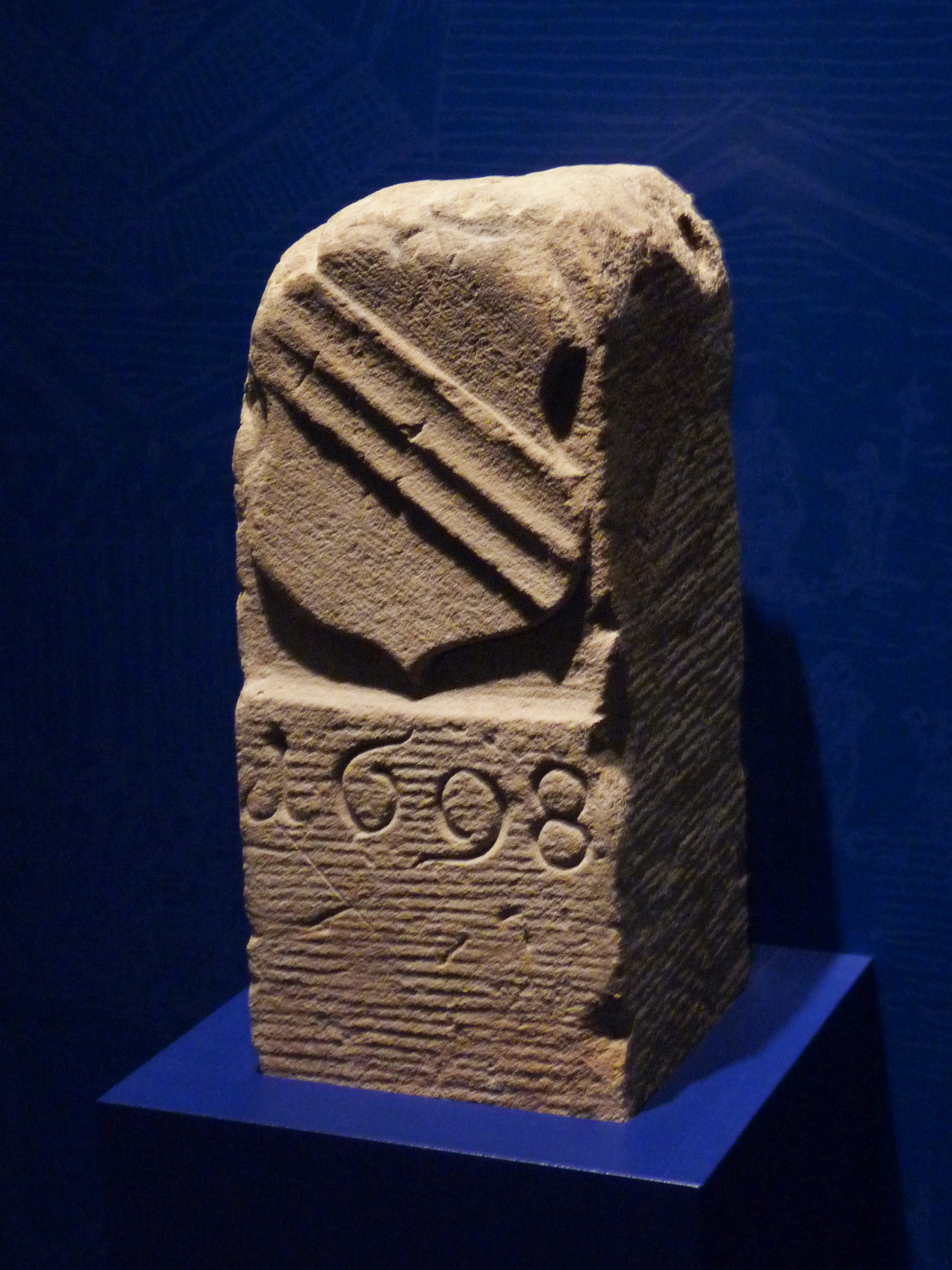
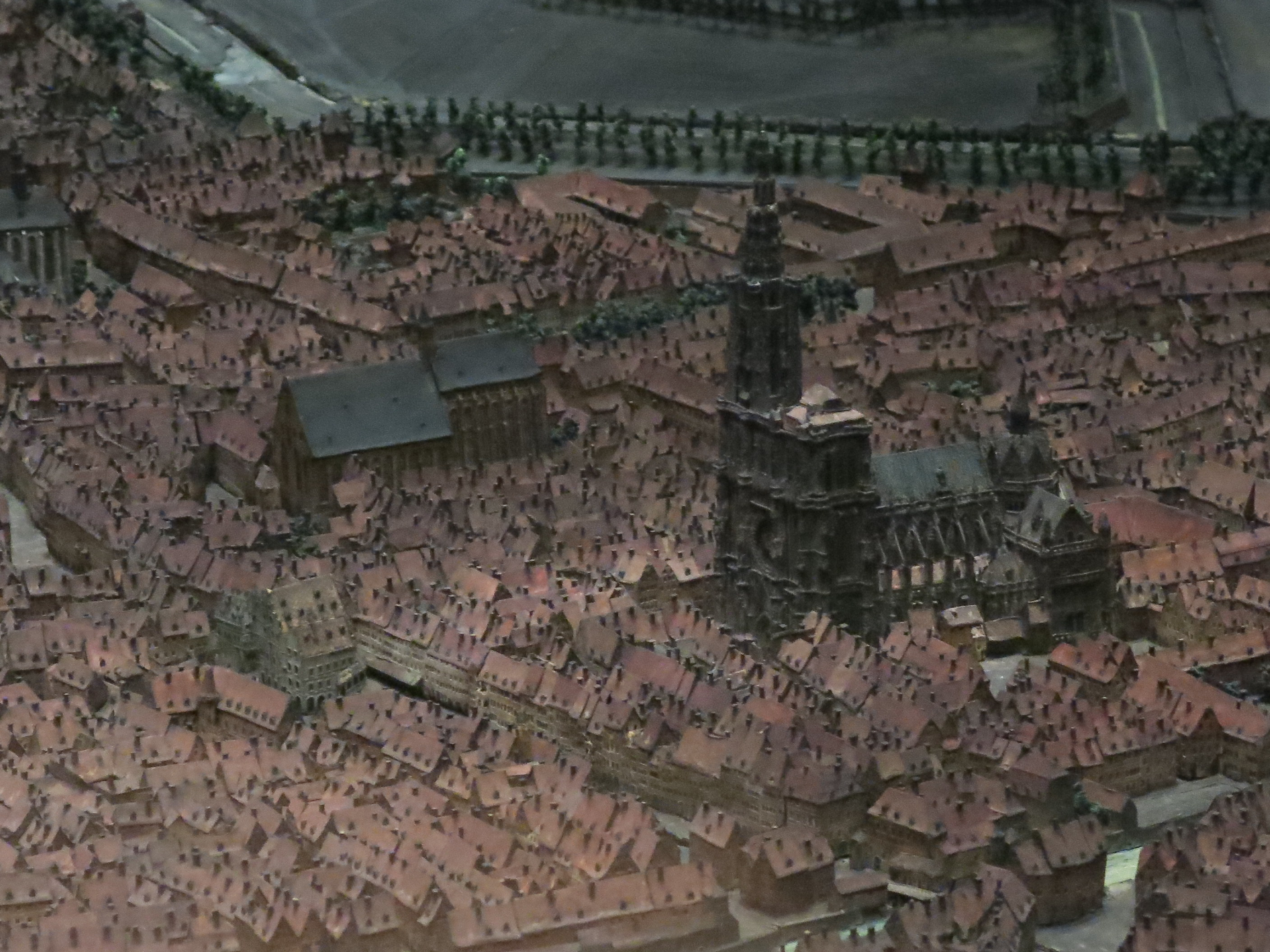
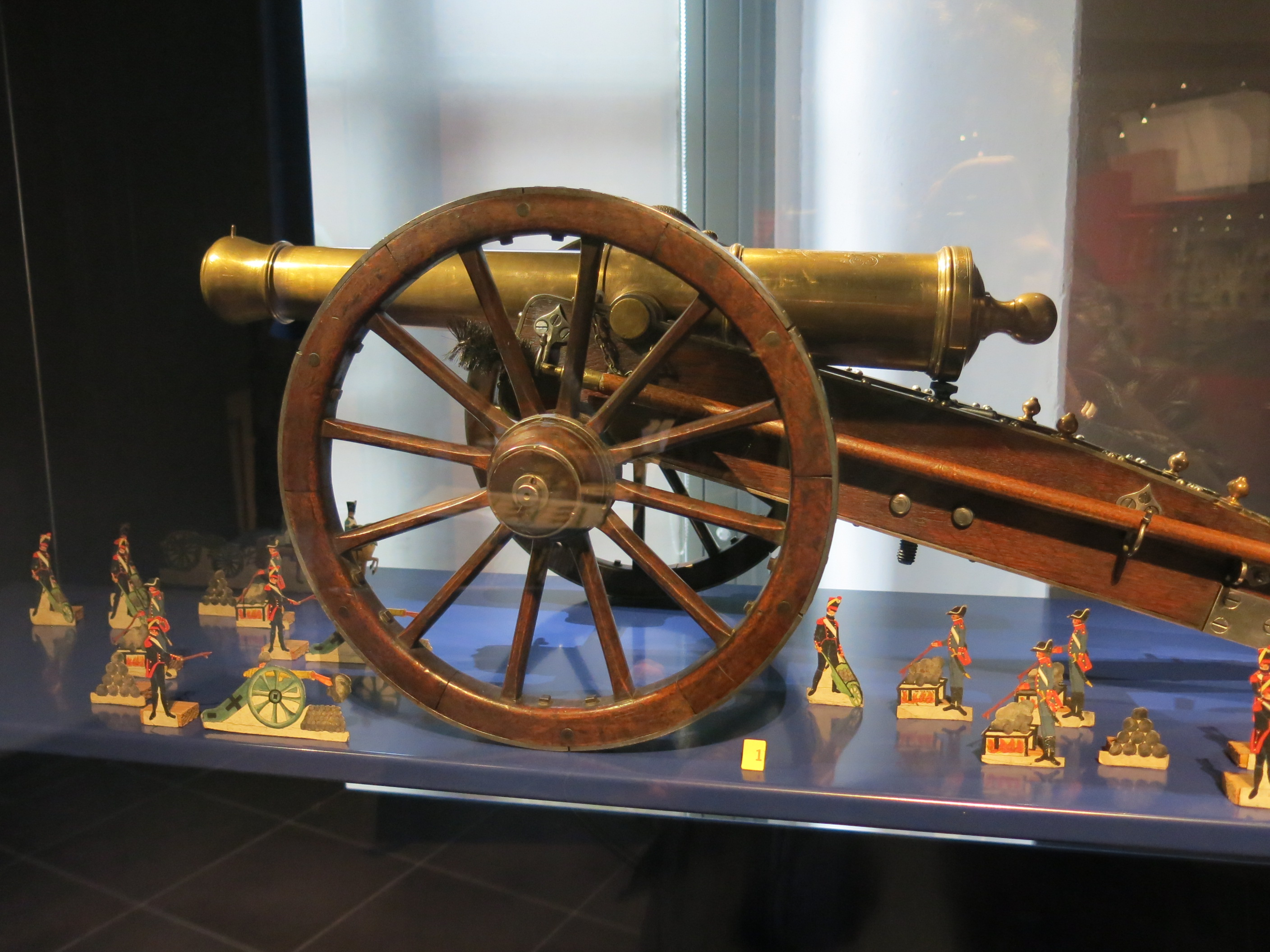
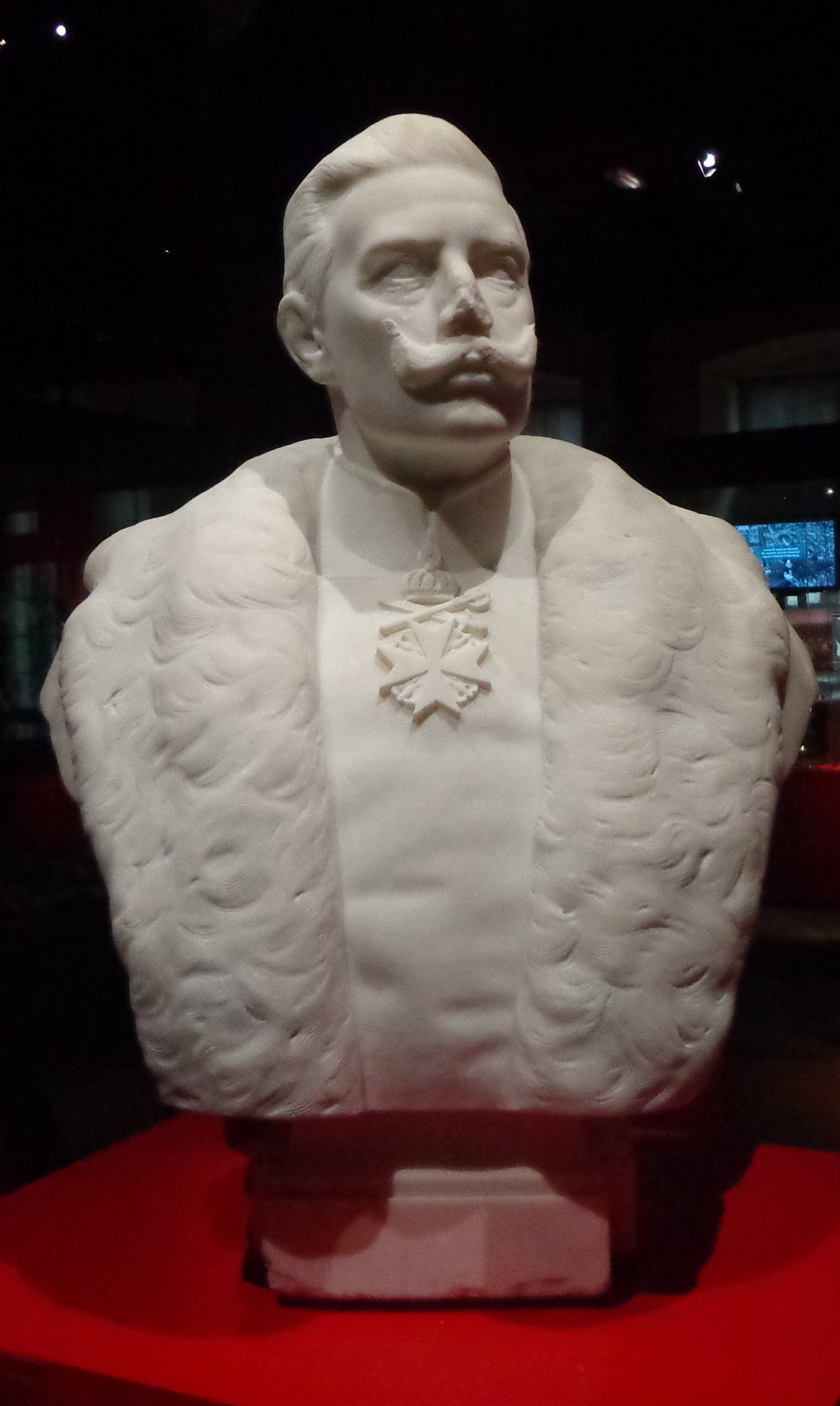